# سفر الدغيلبي
سفر سعد الدغيلبي (1975-) شاعر محاورة ونظم سعودي، شارك في العديد من الأمسيات والمهرجانات الشعرية، منها: مهرجان أمسيات المغترة الشعرية، ومحاورات منطقة خلّوها في موسم الرياض.

## الأمسيات والمشاركات
- شارك في أمسيات "خلّوها" التي نظمتها الهيئة العامة للترفيه عام 2021م.[3]
- شارك عضواً في لجنة تحكيم برنامج «المعلقة» عام 2023م (النسخة الأولى)،[4] وعام 2025م (النسخة الثانية).[5]

## صدور أمر بضبطه وإيقافه
استدعي للتحقيق أكثر من مرة نظير اتهامات بالإساءة في قصائده إلى أهالي سبت العلايا وبلقرن ثم هيئة الترفيه السعودية ولكنه عاد بعد العفو عنه للمشاركة في موسم الرياض 2019 - 2020 .